# ويلسون جونز (لاعب كرة قدم)
ويلسون جونز (بالإسبانية: Wilson Alfredo Jones)‏ هو لاعب كرة قدم إسباني في مركز الوسط، ولد في 19 مايو 1934 في إل باركو دي فالديوراس في إسبانيا، وتوفي في 12 يوليو 2021. لعب مع ريال سرقسطة.